# Coline Assous
Coline Assous est une réalisatrice et scénariste française.

## Biographie
Coline est la fille d'Éric Assous, réalisateur, scénariste, dialoguiste.

## Filmographie

### Court métrage
- 2010 : Le Miroir

### Long métrage
- 2017 : Loue-moi ! (coréalisatrice : Virginie Schwartz)

### Série télévisée
- Ici tout commence : TF1
- Tout pour la lumière (scénario)